# توالت خشک

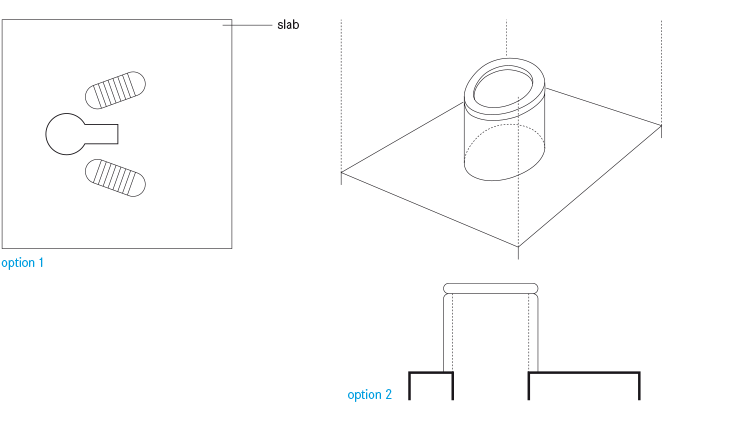
Schematic of a dry toilet: Left a squat toilet, right a pedestal type toilet.

توالت خشک (به انگلیسی: Dry toilet)، (یا توالت بدون آفتابه، یا توالت بدون سیفون، یا توالت بدون آب)، نوعی توالت است که در آن هیچ‌گونه آفتابه، سیفون، یا شلنگی برای شستشو قرار داده نشده‌است، که ممکن است به هر دو صورت توالت فرنگی یا توالت ایرانی وجود داشته باشد؛ معمولاً از توالت خشک، بیشتر به عنوان توالت صحرایی یا توالت‌هایی در مناطق روستایی دورافتاده که دسترسی به آب لوله‌کشی ندارند، استفاده می‌شود، یا اینکه صرفاً به دلیل صرفه‌جویی در مصرف آب مورد استفاده قرار بگیرند؛ در برخی از توالت‌های خشک عمل طهارت می‌تواند توسط دستمال توالت یا کلوخ انجام شود.